# اکتبر ۲۰۰۹
اکتبر ۲۰۰۹ یکی از ماه‌های ۲۰۰۹ (میلادی) است.

## ۱ اکتبر ۲۰۰۹
- در بریتانیا دیوان عالی جایگزین مجلس اعیان شد

قدرت قضایی مجلس اعیان بریتانیا که در طی هفتصد سال شکل گرفته بوده، پایان یافت و در دست اولین دیوان عالی این کشور قرار گرفت.دیوان عالی بریتانیا بالاترین دادگاه استیناف این کشور است و فقط به پرونده‌های مدنی رسیدگی می‌کند.بی‌بی‌سی فارسی
- آمریکا گفتگوهای ژنو را «سازنده» خواند

هیلاری کلینتون وزیر خارجه آمریکا گفتگوهای اتمی ایران با گروه ۱+۵ را«سازنده» خواند اما افزود واشنگتن در انتظار اقدامات عملی تهران است.بی بی سی فارسی
- اسراییل ۲۰ زندانی فلسطینی را در ازای اطلاعاتی در مورد گیلعاد شالیط آزاد کرد

دولت اسرائیل اعلام کرده‌است که این کشور، ۲۰ زندانی زن فلسطینی را در ازای اطلاعاتی که زنده‌بودن گیلعاد شالیط، سرجوخه وظیفه نیروهای دفاعی اسرائیل را که در تاریخ ۲۵ ژوئن ۲۰۰۶ میلادی، در مجاورت خط مرزی نوار غزه توسط حماس ربوده شد را، آزاد می‌کند. در مقابل، حماس متقبل شده‌است تا در ازای آزادی زندانیان فلسطنیی، یک فیلم ویدئویی یک دقیقه‌ای از گیلعاد شالیط را در اختیار دولت اسراییل قرار دهد. دویچه وله فارسی
- گرجستان مسبب شروع جنگ با روسیه شناخته شد

در گزارشی که به دستور اتحادیه اروپا درباره جنگ گرجستان و روسیه تهیه شده، گرجستان در شروع جنگ با گلوله‌باران اوستیای جنوبی در تاریخ ۷ اوت ۲۰۰۸، مقصر شناخته شده‌است. ولی هم‌چنین گفته‌شده که اقدام گرجستان در پی یک دوره طولانی اقدامات تحریک‌آمیز و فشار مداوم از جانب روسیه بوده‌است. بی‌بی‌سی فارسی
- سفر بی سابقه وزیر امور خارجه ایران به پایتخت آمریکا

در اقدامی بی سابقه در روابط بین ایران و آمریکا، منوچهر متکی، وزیر امور خارجه جمهوری اسلامی روز چهارشنبه به واشینگتن سفر و از دفتر حافظ منافع ایران در سفارت پاکستان دیدار کرد. رادیو فردا

## ۲ اکتبر ۲۰۰۹
- ریو دوژانیرو میزبان المپیک تابستانی ۲۰۱۶ شد

مسئولان کمیته بین‌المللی المپیک، شهر ریو دوژانیرو در کشور برزیل را به عنوان میزبان بازی‌های المپیک تابستانی ۲۰۱۶ برگزیدند. بی‌بی‌سی فارسی
- تصویب قانون مجازات فروشندگان بنزین به ایران در آمریکا

بر اساس مصوبه‌ای که کنگره آمریکا به تصویب رساند، هر شرکتی که اقدام به فروش یا حمل بنزین به ایران به میزان بیش از یک میلیون دلار کند، نمی‌تواند طرف قرارداد با وزارت نیروی آمریکا قرار گیرد. رادیو فرانسه، رویترز، خبرگزاری فرانسه، رادیو فردا
- تشریح موجود ۴٫۴ میلیون ساله شبیه به انسان

پژوهش‌گران دانشگاه کالیفرنیا در برکلی، مشخصات یک موجود کهن شبیه به انسان که می‌تواند از اجداد مستقیم انسان‌ها باشد را تشریح کرده‌اند. ارزیابی این موجود ۴٫۴ میلیون ساله به نام آردیپیتکوس رامیدوس، طی مقاله‌ای در نشریه ساینس انجام شده‌است. تیم پژوهش‌گران بر این باور هستند که حتی اگر این موجود از اجداد مستقیم انسان نباشد، چگونگی تکامل انسان از جد مشترکش با شامپانزه را روشن‌تر می‌کند. بی‌بی‌سی فارسی

## ۳ اکتبر ۲۰۰۹
- ایرلندی‌ها به پیمان لیسبون رای مثبت دادند

بیش از دو سوم مردم ایرلند، در یک همه پرسی به تصویب پیمان لیسبون، رای مثبت داده‌اند.پیمانی که اختیارات بیشتری در تصمیم گیری‌ها به اتحادیه اروپا خواهد داد.بی‌بی‌سی فارسی
- برادعی وارد تهران شد

محمد البرادعی ،دبیرکل آژانس بین المللی انرژی اتمی برای گفت و گو با مقامات سازمان انرژی اتمی ایران وارد تهران شد.بی‌بی‌سی فارسی

## ۴ اکتبر ۲۰۰۹
- در ۲۵ اكتبر تأسيسات هسته‌اى قم  بازرسى مى شود

محمد البرداعی در سفر به ایران ، اعلام کرد بازرسان  آژانس بین المللی انرژی اتمی، در روز ۲۵ اکتبر از تاسیسات غنی‌سازی فردو بازدید خواهند کرد.او همچنین افزود تفسیر آژانس از قانون در مورد زمان برملا ساختن وجود این تأسیسات با تفسیر ایران متفاوت است.رادیو بی بی سی

## ۵ اکتبر ۲۰۰۹
- جوایز نوبل پزشکی اعلام شدند

جایزه نوبل پزشکی امسال به سه آمریکایی تعلق گرفت. الیزابت بلک‌برن از دانشگاه کالیفرنیا در سانفرانسیسکو، کارول گریدر از دانشگاه جانز هاپکینز، و جک ژوستاک از بیمارستان عمومی ماساچوست و دانشگاه هاروارد جایزه امسال را به خاطر «کشف چگونگی حفاظت از کروموزومها توسط تلومرها و آنزیم تلومراز» از آن خود کردند. این نخستین بار در تاریخ است که جایزه نوبل پزشکی همزمان به دو زن تعلق می‌گیرد. پیشتر، هر سه نفر برندهٔ جایزه لسکر شده بودند. استکهلم نیوز، رادیو فردا
- محمدرضا نقدی رئیس سازمان بسیج شد.

طبق حکم رهبر ایران،محمدرضا نقدی به عنوان جایگزین حسین طائب در سازمان بسیج برگزیده شد.نام نقدی درفهرست تحریم شورای امنیت سازمان ملل قرار دارد.بی بی سی فارسی

## ۶ اکتبر ۲۰۰۹
- نظرسنجی: آمریکا معتبرترین کشور دنیا، ایران بی اعتبارترین

بر اساس یک نظرسنجی بین‌المللی، ایالات متحده آمریکا امسال از نظر اعتبار در بین ۵۰ کشور دنیا جایگاه نخست را به خود اختصاص داده‌است. پس از آمریکا، فرانسه دوم و آلمان سوم شده‌است.در این نظرسنجی، ایران در رتبه آخر قرار گرفته‌است. در این نظرسنجی، ملاک‌های فرهنگی، نحوه اداره کشور، مردم، صادرات، گردشگری، طبیعت و آموزش عالی رتبه‌بندی شده‌بود. بی‌بی‌سی فارسی

## ۷ اکتبر ۲۰۰۹
- برندگان نوبل شیمی معرفی شدند

عادا یونات از اسرائیل و ونکاترامن راماکریشنان و توماس استیتز از آمریکا، به عنوان برندگان نوبل شیمی امسال انتخاب شدند. آن‌ها توانسته‌اند نقشه اتم به اتم ریبوزوم‌ها را کشف کنند و به گفته آکادمی سلطنتی علوم سوئد، تحقیقات آن‌ها برای درک علمی حیات، بنیادین بوده و به تهیه آنتی‌بیوتیک‌ها کمک کرده‌است. بی‌بی‌سی فارسی
- برندگان نوبل فیزیک اعلام شدند

جایزه نوبل فیزیک امسال به سه آمریکایی تعلق گرفت. چارلز کائو از نیویورک به همراه ویلارد بویل و جرج اسمیت از آزمایشگاه بل در نیوجرسی جایزه امسال را به خاطر نوآوری‌های در زمینه اپتیک و نیمه هادیها (از جمله ابداع دستگاه جفت‌کننده بار) از آن خود کردند. کمیته جایزه نوبل فیزیک از این سه نفر با عنوان «اساتید نور» یاد کرده‌است. وال استریت ژورنال، رادیو فردا

## ۸ اکتبر ۲۰۰۹
- جایزه نوبل ادبی به یک نویسنده آلمانی رسید

آکادمی سوئد در بیانیه‌ای به مناسبت جایزه‌ی نوبل ادبی امسال گفته است: «هرتا مولر با درآمیختن شعر با نثری واقع‌گرا و عینی، چشم‌اندازهای آوارگی را به گونه‌ای مؤثر در آثار خود تصویر کرده است.» هرتا مولر دهمین نویسنده‌ی آلمانی است که جایزه‌ی ادبی نوبل را برنده می‌شود. وی رومانی‌الاصل است. دویچه وله فارسی
- مصونیت قضایی نخست‌وزیر ایتالیا لغو شد

قضات دیوان عالی ایتالیا قانون مصونیت قضایی نخست‌وزیر این کشور را لغو کردند. به این ترتیب پرونده‌های فساد مالی منتسب به سیلویو برلوسکونی، به جريان خواهند افتاد. نخست‌وزیر ایتالیا این اقدام را «تصمیمی سیاسی» خوانده است. دویچه وله فارسی
- تاجیکستان زبان روسی را کنار گذاشت

امامعلی رحمان، رئیس جمهور تاجیکستان قانونی را توشیح کرد که زبان روسی را به عنوان «زبان رسمی تاجیکستان» لغو می‌کند. نمایندگان مجلس تاجیکستان هفته گذشته رأی دادند که زبان تاجیک، از گویش‌های اصلی زبان فارسی، تنها زبان اداری کشور باشد. دویچه وله فارسی

## ۹ اکتبر ۲۰۰۹
- اوباما برنده جایزه صلح نوبل

جایزه صلح نوبل سال ۲۰۰۹ به واسطه تلاش فوق العاده برای تقویت دیپلماسی بین المللی و ترغیب به همکاری میان مردم ،به باراک اوباما چهل و چهارمین رئیس جمهور آمریکا تعلق گرفت. بسیاری از این انتخاب متعجب شده اند. سی‌ان‌ان، بی‌بی‌سی فارسیرادیو فردا
- حکم اعدام برای یکی از متهمان حوادث پس از انتخابات ایران

برخی گزارش‌ها از ایران حاکی از آن است که برای یکی از متهمان بازداشت‌شده اعتراضات پس از انتخابات به نام محمدرضا علی‌زمانی حکم اعدام صادر شده‌است. اتهام‌هایی چون «محاربه از طریق عضویت و فعالیت در انجمن پادشاهی ایران، توهین به مقدسات، و تبانی و اجتماع با هدف اقدام علیه امنیت داخلی کشور» از جمله اتهاماتی است که متوجه محمدرضا علی‌زمانی شده‌است. بی‌بی‌سی فارسی
- سازمان ملل ماموریت ناتو در افغانستان را تمدید کرد

شورای امنیت سازمان ملل متحد به اتفاق آرا ماموریت تحت فرماندهی ناتو در افغانستان را برای یک سال تمدید کرده و خواستار تقویت آن شده‌است. نیروی ایساف، در افغانستان شامل حدود ۶۷٬۰۰۰ هزار سرباز از ۴۲ کشور می‌شود که تقریبا دو سوم آن را سربازان ارتش آمریکا تشکیل می‌دهند. بی‌بی‌سی فارسی، دویچه وله فارسی
- عدم استعفای وزیر فرانسوی بر سر «ارتباط جنسی با پسرها»

فردریک میتران، وزیر فرهنگ فرانسه می‌گوید که حاضر نیست بدلیل این‌که گفته از ارتباط جنسی در قبال پرداخت پول با «پسرهای جوان» در تایلند لذت برده، از مقامش استعفا دهد. بی‌بی‌سی فارسی

## ۱۰ اکتبر ۲۰۰۹
- حكم اعدام برای ۳ متهم حوادث پس از انتخابات

زاهد بشیری راد، مدیر روابط عمومی دادگستری استان تهران اعلام کرده ‌است که که سه تن از متهمان حوادث پس از انتخابات ایران به اعدام محکوم شده‌اند.بی بی سی
- حمله به ستاد فرماندهی ارتش پاکستان

ارتش پاکستان، اعلام کرد حمله‌ای به ستاد فرماندهی ارتش در شهر راولپندی، به کشته‌شدن چهار مرد مسلح و چندین سرباز ارتش منجر شده‌است. بی‌بی‌سی فارسی، دویچه وله فارسی

## ۱۱ اکتبر ۲۰۰۹
- صربستان برای اولین بار راهی جام جهانی فوتبال شد

تیم ملی فوتبال صربستان که با چهار امتیاز اختلاف نسبت به فرانسه صدرنشین بود، رومانی را ۳-۰ شکست داد تا برای اولین بار تحت نام «صربستان» به جام جهانی راه یابد ،به جز این کشور ،ایتالیا ،آلمان ،آمریکا ،مکزیک ،ساحل عاج و دانمارک توانستند امتیاز کافی برای حضور در مرحله نهایی جام جهانی ۲۰۱۰ آفریقای جنوبی را کسب کنند.بی‌بی‌سی فارسی
- بهنود شجاعی اعدام شد

بهنود شجاعی، فردی که به ارتکاب قتل در سن نوجوانی مجرم شناخته شده بود، در زندان اوین توسط اولیاء دم اعدام شد. پیش از این بهنود شجاعی پنج بار برای اجرای حکم اعدام به قرنطینه زندان اوین منتقل شده بود و هر بار به دلیلی، از جمله دستور مقام‌های قضایی، این مجازات درباره او به اجرا در نیامد. صدور حکم اعدام برای بهنود شجاعی، بر اساس کنوانسیون حقوق کودک که ایران آن را پذیرفته باعث شد، شخصیت‌های مختلف اجتماعی و فرهنگی و اتحادیه اروپا به آن اعتراض کنند. بی‌بی‌سی فارسی

## ۱۲ اکتبر ۲۰۰۹
- ممنوعیت معامله با دو شرکت  ایرانی در انگلیس

دولت انگلیس شرکت‌های انگلیسی را از معامله  با بانک ملت و سازمان کشتیرانی ایران  به علت ارتباط این دو شرکت با برنامه هسته‌ای ایران ، منع کرد.بی‌بی‌سی فارسی
- سیگار کشیدن در اماکن عمومی سوریه ممنوع شد

بشار اسد، رئیس جمهور سوریه فرمان وضع محدودیت‌های کشیدن سیگار در امکان عمومی را صادر کرده‌است. بی‌بی‌سی فارسی
- برای اولین بار نوبل اقتصاد به یک زن تعلق گرفت

جایزه نوبل اقتصاد سال ۲۰۰۹ میلادی، به الینور اوستروم و اولیور ویلیامسون آمریکایی تعلق گرفت. آکادمی سلطنتی علوم سوئد در بیانیه خود، درباره خانم اوستروم که در دانشگاه ایندیانا تدریس می‌کند، نوشته‌است که این جایزه را «به خاطر تحلیل او از مبحث اداره اقتصادی» به وی اهداء کرده. این آکادمی هم‌چنین اعلام کرده‌است که آقای ویلیامسون نیز فرضیه‌ای را ایجاد کرد که بر اساس آن «شرکت‌های تجاری به عنوان ساختاری برای حل و فصل تعارضات سازمانی بکار گرفته‌شوند». بی‌بی‌سی فارسی

## ۱۳ اکتبر ۲۰۰۹
- پناهندگی دختر مشاور احمدی نژاد به آلمان

نرگس کلهر  دختر مهدی کلهر مشاور محمود احمدی نژاد به آلمان پناهنده شد.بی بی سی ،خبرگزاری آشویتدپرس،رادیو فردا،رادیو فرانسه
- آمریکا و روسیه متعهد شدند که در مورد ایران متحد عمل کنند

وزرای امور خارجه آمریکا و روسیه می‌گویند که کشورهایشان برای اطمینان یافتن از صلح آمیز بودن برنامه اتمی ایران به همکاری با هم ادامه خواهند داد، اما هر دو تأکید می‌کنند که فعلا در پی تحریم بیشتر ایران نیستند.ریانووستی و بی‌بی‌سی فارسی
- فائو: «تولید غذا در جهان باید ۷۰ درصد افزایش پیدا کند»

سازمان خواروبار جهانی (فائو)، وابسته به سازمان ملل متحد تخمین زده‌است که تولید مواد غذایی باید تا سال ۲۰۵۰ میلادی، حداقل ۷۰ درصد افزایش پیدا کند، تا نیاز غذایی مردم دنیا تامین شود. فائو برآورد کرده‌است که جمعیت دنیا تا سال مذکور از سطح کنونی ۶٫۷ میلیارد نفر به ۹٫۱ میلیارد نفر برسد. بی‌بی‌سی فارسی

## ۱۴ اکتبر ۲۰۰۹
- تصویب طرح تحریم ایران در مجلس آمریکا

کنگره آمریکا با ۴۱۴ رای موافق در مقابل شش رای مخالف قانونی را به تصویب رساند که به موسسات دولتی و ایالتی آمریکایی اجازه خروج سرمایه‌های خود از شرکتهایی که بیش از ۲۰ میلیون دلار درصنایع نفت و گاز ایران سرمایه گذاری کرده‌اند را می‌دهدبی بی سی فارسی ،آشویتدپرس ،خبرگزاری فرانسه
- منتظری: حفظ نظام نباید با اقدامات ضد اسلامی همراه باشد

آیت الله حسینعلی منتظری، یکی از مراجع تقلید شیعه در قم، گفته‌است که حفظ نظام جمهوری اسلامی به شرطی واجب است که همراه با زیرپا گذاشتن دستورات اسلامی نباشد.بی‌بی‌سی فارسی ،پایگاه اطلاع رسانی آیت الله منتظری
- کمیسر عالی حقوق بشر سازمان ملل:احکام اعدام در ایران غیرقانونی است

ناوانتم پیلای، کمیسر عالی حقوق بشر سازمان ملل متحد، از قوه قضاییه ایران خواست که احکام اعدام در مورد سه تن از مخالفان حاکمیت را پس بگیرد. وی یادآور شده که «مجازات اعدام برای جرم‌هایی که تلفات جانی در بر نداشته، در تناقض آشکار با حقوق مدنی و سیاسی شهروندان کشور است». دویچه وله فارسی، رادیو فردا

## ۱۵ اکتبر ۲۰۰۹
- جعفر پناهی ممنوع الخروج شد

از خروج جعفر پناهی کارگردان ایرانی که قصد سفر به پاریس را داشت جلوگیری شد و طی نامه‌ای با مهر ریاست جمهوری از او خواسته شد که به دادگاه انقلاب و نهاد ریاست جمهوری مراجعه کند.بی بی سی فارسی

## ۱۶ اکتبر ۲۰۰۹
- ابراز نگرانی دبیرکل سازمان ملل نسبت به خشونت علیه تظاهرکنندگان ایران در جریان حوادث پس از انتخابات

دبیرکل سازمان ملل متحد نسبت به نحوه برخورد دولت ایران با اعتراضات پس از انتخابات ابراز نگرانی کرده‌است.گزارش دبیرکل سازمان ملل تاکید می‌کند که «آمار دقیقی در مورد شمار تلفات این گردهمایی‌های اعتراضی در دست نیست اما گزارش‌های متعدد رسانه‌ای از کشته شدن دست کم دویست 
نفر و زخمی شدن شمار بسیار بیشتری از تظاهرکنندگان انتشار یافته‌است.»آقای بان یادآور می‌شود که ناوی پیلای، کمیسر عالی حقوق بشر سازمان ملل، در راس جمع کثیری از کارشناسان حقوق بشر سازمان ملل نگرانی شدید خود را نسبت به خشونت بیش از اندازه ماموران دولتی علیه تظاهرکنندگان، بازداشت‌های خودسرانه و کشتار آنان، به خصوص به دست اعضای شبه نظامیان بسیج ابراز داشته‌است.بی‌بی‌سی فارسی

## ۱۷ اکتبر ۲۰۰۹
- زلزله ۴ ریشتری در تهران

زلزله‌ای ۴ ریشتری در ساعت ۱۴:۲۳:۵۶ به وقت محلی ، شرق تهران پایتخت ایران و شمال پاکدشت را لرزاند ،مرکز این زمین لرزه شهرری اعلام شده است.ایسنا ،ایرنا و ایرنا
- حرکت ارتش پاکستان به سمت مواضع طالبان

ارتش پاکستان سی هزار نیروی خود را همراه  با تانک و توپخانه به سمت مناطق قبایلی وزیرستان جنوبی حرکت داد.بی بی سی
- محکومیت به سی سال حبس به علت جنایت علیه بشریت

میلوراد توربیچ ،افسر صربستانی توسط  دادگاه بین المللی رسیدگی به جنایت‌های جنگی در لاهه به علت کشتار هشت هزار نفر از مسلمانان در سربرنیتسا در بوسنی درسال ۱۹۹۵ ، به ۳۰ سال حبس محکوم شد.بی بی سی فارسی
- احتمال تعویق دادگاه هفت رهبر بهایی در ایران

نماینده «جامعه جهانی بهائی» درسازمان ملل اعلام کرده‌است به علت آنکه نامه‌ای برای حضور در دادگاه به وکلای هفت متهم بهایی داده نشده‌است ممکن است دادگاه این متهمان به تعویق بیافتد.بی بی سی ،رادیو فردا

## ۱۸ اکتبر ۲۰۰۹
- ترور تعدادی از فرماندهان ارشد سپاه در بلوچستان

در یک عملیات انتحاری در شهر سرباز تعدادی از فرماندهان ارشد سپاه پاسداران و سران قبایل منطقه کشته شدند. سردار نورعلی شوشتری جانشین فرمانده نیروی زمینی سپاه و فرمانده قرارگاه قدس،‌ سردار محمدزاده فرمانده سپاه استان سیستان و بلوچستان، فرمانده تیپ امیرالمؤمنین، فرمانده سپاه ایرانشهر، فرمانده سپاه شهرستان سرباز از جمله کشته شدگان هستند. این افراد در تدارک برگزاری همایش وحدت میان عشایر شیعی و سنی کشور بودند. ایلنا+اطلاعات بیشتر
- قطار تهران - کرمان از خط خارج شد

تعدادی از واگن‌های قطار خط تهران - کرمان یک‌شنبه شب از خط خارج شدند. هنوز از وضعیت مسافران و خدمه قطار خبری در دست نیست. بی‌بی‌سی فارسی
- آزادی مازیار بهاری

مازیار بهاری خبرنگار نشریه نیوزویک با سپردن وثیقه سیصد میلون تومانی آزاد شد.آشویتد پرس ،رادیو فردا

## ۱۹ اکتبر ۲۰۰۹
- البرادعی مذاکرات اتمی با ایران را سازنده دانست

پس از پایان مذاکرات سه کشور فرانسه ، روسیه و آمریکا با ایران در مورد تامین اورانیوم مورد نیاز راکتور تحقیقاتی ایران،محمد البرادعی این مذاکرات را «بسیار سازنده» خواند. علی اصغر سلطانیه، نماینده ایران از اظهار نظر درباره نتیجه مذاکرات خودداری کرد. بی‌بی‌سی فارسی
- حامد کرزی در انتخابات پیروز نشده است

در نتیجه بررسی ادعاهای تقلب در انتخابات ریاست جمهوری افغانستان، آرای حامد کرزی به زیر پنجاه درصد رفته ‌است.نتایج ابتدایی انتخابات، آرای آقای کرزی را حدود پنجاه و پنج درصد اعلام کرده بود، اما تایید این نتایج به دلیل بررسی ادعاهای تقلب در انتخابات، حدود دو ماه وقت گرفت.بی‌بی‌سی فارسی+اطلاعات بیشتر

## ۲۰ اکتبر ۲۰۰۹
- کیان تاجبخش به دوازده سال حبس تعلیقی محکوم شد

کیان تاجبخش، پژوهشگر آمریکایی ایرانی تبار را به جرم درگیری در اعتراضات پس از انتخابات به دوازده سال حبس تعلیقی محکوم کرده ‌است.صدای آمریکا+اطلاعات بیشتر
- انفجارهای انتحاری در دانشگاه بین‌المللی اسلامی در اسلام‌آباد

بر اثر حمله دو بمب‌گذار انتحاری در دانشگاه بین‌المللی اسلامی پاکستان در شهر اسلام‌آباد، پایتخت پاکستان، عده‌ای کشته و زخمی شدند. سی‌ان‌ان

## ۲۲ اکتبر ۲۰۰۹
- پیشنهاد تبادل کلوتید ریس با دو زندانی ایرانی

عبدالحی واد رئیس جمهور سنگال در بازگشت خود از ایران اعلام کرد که در صورت  آزادی دو  زندانی ایرانی در فرانسه، ایران آماده‌است با خروج کلوتید ریس از  این کشور موافقت کند. برنارد کوشنر وزیر خارجه فرانسه این پیشنهاد را شرم آور و ناپذیرفتنی دانست رادیو فرانسه
- آغاز مبارزات انتخاباتی در افغانستان

مبارزات انتخاباتی در افغانستان برای دور دوم انتخابات ریاست جمهوری این کشور که قرار است در تاریخ ۷ نوامبر برگزار شود، بطور رسمی آغاز شد. دور دوم انتخابات در پی ابطال قسمتی از آراء حامد کرزای به علت تقلب در انتخابات دور اول برگزار می‌شود. بی‌بی‌سی فارسی

## ۲۳ اکتبر ۲۰۰۹
- رابطه با زنان تن‌فروش برای مقامات حزب کمونیست چین ممنوع شد

رسوایی‌های پی‌درپی از جانب کادرهای حزب کمونیست چین باعث شد که کمیته‌ی مرکزی، رابطه‌ی اعضای بلندپایه‌ی حزب با زنان تن‌فروش را ممنوع کند. از این پس کارگزاران حزب موظف‌اند، از رفتن به عشرتکده‌ها خودداری کنند. دویچه وله فارسی
- تعویق یک هفته‌ای پاسخ به پیشنهاد محمد البرادعی

با وجود موافقت سه کشور فرانسه ،روسیه و آمریکا با پیشنهاد محمد البرادعی در مورد انتقال اورانیوم  از ایران به روسیه برای درجه غنی سازی بالاتر،ایران پاسخ به این پیشنهاد را به هفته دیگر موکول کرد. بی‌بی‌سی فارسی
- ادامه بازداشت و آزادی برخی دستگیر شدگان مراسم دعای کمیل

تعدای از افرادی که در حمله نیروهای امنیتی ایران به مراسم دعای کمیل در خانه یکی از بازداشت شدگان حوادث پس از انتخابات ایران دستگیر شده بودند به زندان اوین منتقل و تعداد دیگر آزاد شدند.بی‌بی‌سی فارسی، رادیو فرانسه، رادیو آلمان
- حمله به مهدی کروبی در نمایشگاه مطبوعات

مهدی کروبی که روز جمعه برای بازدید از نمایشگاه مطبوعات به مصلی تهران رفته بود، ابتدا مورد استقبال هواداران جنبش اعتراضی ایران موسوم به "جنبش سبز" قرار گرفت و شعارهای سیاسی برخی از آنان در نمایشگاه موجب تشدید شعارها میان دو گروه از جمله هواداران دولت دهم شد. دقایقی بعد حمله هواداران دولت به او آغاز شد که منجر به سردادن شعار از سوی حامیان و مخالفان کروبی و درگیری فیزیکی میان دوطرف گردید.در جریان این درگیری عمامه وی از سرش بر زمین افتاد و پرتاب اشیا به کروبی منجر به مصدوم شدن وی شد. همچنین فردی اقدام به پرت کردن یک لنگه کفش به سمت وی نمود. در پی این درگیری وی نمایشگاه را ترک کرد و فرمانده انتظامی تهران بزرگ، درباره شایعاتی مبنی بر تیر اندازی هوایی در محوطه نمایشگاه اظهار داشت این موضوع از سوی پلیس در حال بررسی است. وی در همین زمینه اعلام کرد که در پی بازدید مهدی کروبی از نمایشگاه مطبوعات چهار نفر از افرادی که اقدام به برهم زدن نظم نمایشگاه و تحریک دیگران کرده بودند، دستگیر شدند که به محض تکمیل اطلاعات نتیجه آن اعلام خواهد شد.بی‌بی‌سی فارسی+عکس، رادیو فرانسه،خبرگزاری تابناک 1، خبرگزاری تابناک 2 ،خبرگزاری فارس+عکس

## ۲۴ اکتبر ۲۰۰۹
- فرزند کروبی :حراست ارشاد در حمله روز جمعه دست داشت»

حسین کروبی فرزند مهدی کروبی، در گفت و گو با وبسایت تغییر (پایگاه اطلاع رسانی حزب اعتماد ملی) می‌گوید که در ابتدای حضور پدرش در نمایشگاه، افرادی که با توجه به سرزده بودن این بازدید نمی‌توانستند استقبال پرشکوه از کروبی در نمایشگاه را تحمل کنند، در برنامه‌ای هماهنگ شده با حراست نمایشگاه، با پرتاب اشیاء به سوی کروبی باعث زخمی شدن پیشانی او شده‌اند و ضمن فحاشی علیه او، کوشیده‌اند به او آب دهان بیندازند. حسین کروبی ضمن تکذیب پرتاب کفش به سوی پدرش گفت: «آنان با مونتاژ سعی کردند تا لنگه کفش را همچون اقدام آن خبرنگار عراقی به سمبل تبدیل کنند و از سوی دیگر دل یکی از مسولین سابق که در دانشگاه تهران از او اینچنین استقبال شده بود را خوش کنند که التیامی بر عصبانیت او شود.» وبسایت تغییر، بی بی سی فارسی
- رزا منتظمی، مشهورترین معلم آشپزی غذاهای ایرانی درگذشت

فاطمه بحرینی، مشهور به رزا منتظمی، از نام آورترین معلمان آشپزی ایرانی و نویسنده کتاب پرفروش هنر آشپزی در سن ۸۷ سالگی در تهران درگذشت. بی‌بی‌سی فارسی
- آمریکا رسماً خواستار استرداد رومن پولانسکی شد

آمریکا رسماً از مقامات قضایی سوئیس درخواست کرد، که رومن پولانسکی، کارگردان مشهور سینما، را به این کشور تحویل دهند. به گفته مقامات سوئیسی، درخواست استرداد پولانسکی که به جرم «تجاوز جنسی» تحت تعقیب آمریکا قرار دارد، رسماً به این کشور ابلاغ شده‌است. رومن پولانسکی یک ماه فرصت خواهد داشت، که علیه استرداد خود به آمریکا، شکایت کند. دویچه وله فارسی
- تسخیر یکی ار شهرهای مهم طالبان

ارتش پاکستان اعلام کرده‌است که شهر  کوتکی که یکی از شهرهای مهم تحت سلطه طالبان پاکستان  در منطقه وزیرستان جنوبی است ،  تسخیر کرده‌است. بی‌بی‌سی فارسی
- اختلاف حماس و فتح در موضوع انتخابات

پس از اعلام زمان برگزاری انتخابات در مناطق فلسطینی توسط محمود عباس رئیس حکومت خودگردان فلسطین، حماس آن را فاقد مشروعیت خواند و اعلام کرد انتخابات جداگانه‌ای در نوار غزه برگزار خواهد کرد. بی‌بی‌سی فارسی

## ۲۵ اکتبر ۲۰۰۹
- دو انفجار در بغداد بیش از ۱۳۰ کشته بر جای گذاشت

پلیس عراق می‌گوید که بر اثر انفجار دو بمب در مرکز بغداد، بیش از ۱۳۰ نفر کشته و ۵۰۰ نفر مجروح شده‌ند. این مرگ‌بارترین حمله از سال ۲۰۰۷ میلادی، به این سو در عراق است. دو بمب با فاصله زمانی نزدیکی منفجر شدند. انفجارها در محل ساختمان وزارت دادگستری عراق و یک مجتمع اداری در نزدیکی منطقه سبز بغداد رخ داد و باعث به بار آمدن خرابی‌های گسترده‌ای شد. بی‌بی‌سی فارسی، دویچه وله فارسی
- بازرسان آژانس انرژی اتمی از تاسیسات قم بازدید کردند

چهار بازرس آژانس بین‌المللی انرژی اتمی که به ایران سفر کرده‌اند، از تاسیسات غنی‌سازی فردو در اطراف شهر قم که وجود آن اخیرا به طور رسمی اعلام شد، بازدید کرده‌اند. این گروه چهار نفره از بازرسان آژانس بین‌المللی انرژی اتمی شب گذشته به منظور بازدید از تاسیسات هسته‌ای قم وارد تهران شده‌ بودند. بی‌بی‌سی فارسی، دویچه وله فارسی

## ۲۶ اکتبر ۲۰۰۹
- پایان نمایشگاه مطبوعات در تهران

شانزدهمین نمایشگاه مطبوعات و خبرگزاری‌ها که از ۲۸ مهر در مصلای تهران آغاز به کار کرده بود،در حالی به کار خود پایان داد که محمود احمدی نژاد از آن بازدید نکرد.رادیو زمانه
- ششم آبان ،تجمع خانواده‌های زندانیان سیاسی

خانواده‌های زندانیان سیاسی با انتشار بیانیه‌ای اعلام کردند که در اعتراض به ادامه بازداشت بستگان خود، ۶ آبان ماه تجمعی «مسالمت‌آمیز» برگزار خواهند کرد.رادیو زمانه+اطلاعات بیشتر
- موضع گیری تازه نیروی انتظامی درباره ۱۳ آبان

در حالی تدارک سبزها برای حضور در روز ۱۳ آبان شدت یافته ،فرمانده نیروی انتظامی که چندی پیش تجمع در این روز را بلامانع اعلام کرده بود ،اکنون می‌گوید باید برای هر نوع حضور و تجمعی مجوز دریافت شود.دویچه وله
- بازداشت یازده سرباز سپاه پاسداران در پاکستان

پاکستان اعلام کرده‌است که یازده سرباز سپاه پاسداران را در مرز ایران و پاکستان دستگیر و دو وسیله نقلیه آن‌ها  را نیز  ضبط کرده‌است.ولی شبکه پرس تی وی متعلق به دولت ایران عضویت سربازان در سپاه پاسداران را رد کرده‌است.بی بی سی
- زین العابدین بن علی برای پنجمین بار رئیس جمهور تونس شد

انتخابات ریاست جمهوری تونس با شرکت ۸۴ درصد واجدین شراط برگزار شد و زین العابدین بن علی با کسب نزدیک به ۹۰ درصد آرا در آن پیروز شد.در حالی که گروه های حقوق بشری و مخالفان دولت تونس این انتخابات را ناعادلانه توصیف کرده اند ،رئیس هیات ناظران اتحادیه آفریقا روند انتخابات را آزاد و عادلانه خوانده است.بی‌بی‌سی فارسی

## ۲۷ اکتبر ۲۰۰۹
- ورود شورای امنیت ملی به هدفمند کردن یارانه‌ها

شورای عالی امنیت ملی به موضوع هدفمند کردن یارانه‌ها ورود خواهد کرد ،علت این امر نگرانی از بار تورمی و واکنش‌های اجتماعی عنوان شده و گفته می‌شود بررسی این لایحه در شورای عالی امنیت ملی می‌تواند احتمال تعرضات و واکنش‌های اجتماعی نسبت به اجرای یارانه نقدی را با تدابیر مناسب کاهش دهد.روزنامه اعتماد
- رشد اقتصادی ایران نصف شد

بانک مرکزی ایران گزارش داده که رشد اقتصادی این کشور در شش ماه اول سال به ۳٫۳ درصد کاهش پیدا کرده که نسبت به سال گذشته تقریبا نصف شده‌است.بی‌بی‌سی فارسی ،نواندیش
- آمریکا از محدویت‌های دینی در ایران و چین انتقاد کرد

واشنگتن از محدودیت‌های آزادی ادیان در کشورهای ایران و چین انتقاد کرد.در این گزارش دولت ایران متهم شده‌است که علیه اقلیت‌های مذهبی، به ویژه بهائیان، دراویش، مسیحیان پیرو کلیسای انجیلی و یهودیان «فضای تهدیدآمیز» ایجاد می‌کند ،وزارت امور خارجه آمریکا اعلام کرده که زندانی کردن، آزار، ارعاب و تبعیض مبتنی بر عقاید مذهبی در ایران در طول زمان تهیه این گزارش (۱۱ تیر ۱۳۸۷ تا ۹ تیر ۱۳۸۸) ادامه داشته‌است.دویچه وله فارسی ،بی‌بی‌سی فارسی+اطلاعات بیشتر
- فیس بوک برای مردگان صفحه یادبود ایجاد می‌کند

سایت اینترنتی فیس بوک اعلام کرده‌است که امکان آن را فراهم خواهد کرد تا دوستان و بستگان اعضایی که در گذشته‌اند، صفحه شخصی عزیزان خود را به صورت یک صفحه یادبود ثبت و حفظ کنند.بی‌بی‌سی فارسی
- جلسات دادگاه رسیدگی به قتل مروه الشربینی در درسدن آغاز شد

با اقدامات امنیتی شدید پلیس آلمان در  شهر درسدن و حضور نمایندگان رسانه‌های جهانی، جلسات دادگاه رسیدگی به قتل مروه الشربینی آغاز شد. «آلکس و» مهاجر ۲۸ ساله روس، که اصلیت آلمانی دارد، متهم است که زن مصری ۳۱ ساله مسلمان را با ضربات چاقو به قتل رسانده و همسر او را نیز به شدت مجروح کرده‌است. دویچه وله فارسی

## ۲۸ اکتبر ۲۰۰۹
- علی خامنه‌ای: «ساعتی پس از انتخابات به مخالفان پیام دادم»

علی خامنه‌ای، رهبران اصلاح‌طلب را متهم کرد که «بدون دلیل و استدلال»، انتخابات اخیر ریاست جمهوری ایران را «دروغ» دانسته و «جرمی بزرگ» مرتکب شده‌اند. وی همچنین فاش کرده‌است که ساعتی پس از انتخابات، به طور خصوصی برای رهبران مخالفان دولت پیامی هشدارآمیز فرستاده‌است. خامنه‌ای همچنین «دشمنان» جمهوری اسلامی و برخی مخالفان نظام را متهم کرد که از «صحنه‌گردانی و میدان‌داری برخی از عناصر خود نظام» استفاده کرده و حوادث پس از انتخابات را رقم زده‌اند و در بخش دیگری از سخنان امروز خود گفت که در شرایط حاضر، از عملکرد «رهبری» در جمهوری اسلامی انتقاد می‌شود. رادیو زمانه، بی‌بی‌سی فارسی
- تجمع خانواده بازداشت‌شدگان حوادث انتخاباتی در میدان ارگ تهران

تعدادی از خانواده‌های بازداشت شدگان حوادث پس از انتخابات در مقابل دادسرای عمومی و انقلاب تهران واقع در میدان ارگ (۱۵ خرداد) تجمع کردند ،همچنین در پی این اجتماع دادستان عمومی و انقلاب تهران با تعدادی از خانواده‌های بازداشت شدگان این حوادث دیدار و گفت وگو کرد.الف ،نوروز
- میرحسین موسوی و مهدی کروبی با هم دیدار کردند

میرحسین موسوی و مهدی کروبی با انتقاد از شرایط کنونی ایران، خواستار اطلاع‌رسانی در خصوص مسائلی شدند که در هفته‌های اخیر روی داده‌است.آقای موسوی که روز گذشته برای دیدار با مهدی کروبی به دفتر کار وی رفته بود، گفت که «قول و قرارهایی» که هیات ایرانی در ژنو داده، در صورتی که اجرا شود، همه زحمات هزاران دانشمند کشور را به «باد» خواهد داد.موج سبز آزادی ،رادیو زمانه ،پایگاه اطلاع رسانی حزب اعتماد ملی+اطلاعات بیشتر
- درخواست مجمع روحانیون مبارز از ملت ایران در آستانه ۱۳ آبان

مجمع روحانیون مبارز ضمن تاکید بر آزادی‌های مصرح در قانون اساسی همچون آزادی بیان و آزادی  اجتماعات از همه مردم شریف ایران که همواره از خود رفتار مدنی نشان داده‌اند خواست که در این موقعیت حساس حتی اگر مورد خشونت خشونت گران قرار گیرند خویشتن داری را از دست ندهند.کلمه ،متن بیانیه مجمع روحانیون مبارز
- سه سال حبس برای ایمان سهراب پور به جرم اقدام علیه امنیت کشور

وکیل مدافع ایمان سهراب پور، از متهمان پرونده اعتراضات به نتیجه انتخابات دهمین دوره ریاست جمهوری، گفت که دادگاه برای موکل او حکم سه سال حبس قطعی صادر کرده‌است.آقای جعفریان افزوده‌است که طبق قانون، آقای سهراب پور می‌تواند ظرف بیست روز نسبت به حکم صادره اعتراض کند و افزوده‌است که نسبت به این حکم اعتراض خواهد کرد.وکیل مدافع ایمان سهراب پور گفته‌است که اتهامات موکل او شامل اقدام علیه امنیت کشور از طریق اجتماع و تبانی به قصد برهم زدن امنیت عمومی، فعالیت تبلیغی علیه نظام حکومتی از طریق شرکت در تجمعات غیرقانونی، ایجاد شبهه جعل در نتیجه انتخابات، سلب اعتماد عمومی نسبت به حاکمیت و مراجع رسمی کشور، اخلال در نظم عمومی از طریق بلوا و آشوب و حرکات غیرمتعارف، ایجاد ترس و وحشت در جامعه، پخش سی دی و اعلامیه تحریک آمیز بین تجمع کنندگان و اغتشاشگران بوده‌است.بی‌بی‌سی فارسی+اطلاعات بیشتر
- انفجار در پاکستان ده‌ها کشته برجای گذاشته است

یک خودرو بمب گذاری شده در یک بازار پر ازدحام در شهر پیشاور، مرکز ایالت شمال غرب پاکستان، منفجر شد و به گفته منابع محلی، دست کم هشتاد نفر را کشت و تعداد نامعلومی را زخمی کرد. بی‌بی‌سی فارسی
- حمله طالبان به مهمانسرای سازمان ملل در کابل

سازمان ملل متحد و مقامات امنیتی افغانستان تایید کرده‌اند که شش کارمند خارجی سازمان ملل در حمله مردان مسلح به یک مهمانخانه در کابل، پایتخت افغانستان کشته شده‌اند.بی‌بی‌سی فارسی

## ۲۹ اکتبر ۲۰۰۹
- اعتراض اتحادیه اروپا به محکومیت تحلیلگر سفارت بریتانیا در تهران

اتحادیه اروپا از محکوم شدن یکی از کارمندان سفارت بریتانیا در تهران به تحمل حبس ابراز نگرانی کرده و خواستار تغییر فوری این حکم شده‌است.دولت سوئد که ریاست دوره‌ای اتحادیه اروپا را به عهده دارد روز پیامی را از طریق سفیر ایران در استکهلم برای دولت این کشور فرستاده‌ است که در آن صدور حکم زندان برای حسین رسام، تحلیلگر ارشد سفارت بریتانیا در تهران، به عنوان «اقدام علیه فعالیت‌های عادی دیپلماتیک» توصیف شده‌است.بی‌بی‌سی فارسی
- ایران به آژانس بین‌المللی انرژی اتمی پاسخ داد

ایران به پیش‌نویس ارائه شده توسط مدیرکل آژانس بین‌المللی انرژی اتمی پاسخ داد.موضوع این پیش‌نویس، تهیه سوخت رآکتور تحقیقاتی تهران در خارج از ایران است ،نماینده دائم ایران در آژانس اتمی با اعلام این خبر گفته‌است:«جمهوری اسلامی ایران مذاکرات وین را با نگاهی مثبت دنبال خواهد کرد.»رادیو زمانه+اطلاعات بیشتر
- پرونده میردامادی، تاج زاده و امین زاده به دادگاه ارسال شد

پرونده محسن میردامادی دبیرکل و مصطفی تاج زاده عضو شورای مرکزی حزب مشارکت و محسن امین زاده، عضو موسس جبهه مشارکت که بیش از ۴ ماه است از بازداشتشان می‌گذرد، به شعبه ۱۵ دادگاه انقلاب ارسال شد.نوروز
- سپاه پاسداران انقلاب اسلامی ،همچنان نگران ۱۳ آبان است

محمدعلی جعفری فرمانده سپاه پاسداران ایران ضمن «الهی» خواندن نظام حاکم بر ایران و مقایسه آن با «زمان امامت امام علی و پیامبر اکرم» ابراز نگرانی کرده‌است که چالش‌های جدی مخالفان ادامه یابد.این دومین مقام ارشد سپاه در هفته جاری است که نسبت به ادامه چالش‌هایی که مخالفان داخلی متوجه حکومت می‌کنند ابراز نگرانی می‌کند و درحالی بیان می‌شود که بسیاری از مخالفان می‌گویند برای بدل کردن مراسم ۱۳ آبان به یک تظاهرات ضددولتی دیگر آماده می‌شوند.بی‌بی‌سی فارسی
- موشک اریز ۱ با موفقیت پرتاب شد

سازمان هوا-فضای آمریکا، ناسا، پرتاب آزمایشی نخستین نمونه موشک اریز ۱ را با موفقیت انجام داد. پرتاب موشک اریز ۱-ایکس (Ares I-X) با هدف آزمایش فناوری جدید فضایی برای جایگزینی ناوگان فضاپیماهای شاتل ناسا انجام می‌شود. بی‌بی‌سی فارسی

## ۳۰ اکتبر ۲۰۰۹
- عفو بین‌الملل به سخنان اخیر آیت الله خامنه‌ای واکنش نشان داد

عفو بین الملل در بیانیه‌ای آورده است:آیت الله خامنه‌ای در اظهارات خود می‌کوشد مخالفت مشروع و مسالمت آمیز و اعلام نارضایتی از فرآیند سیاسی را جرم تلقی کند.این نهاد افزود ،مقام‌های ایرانی در رویکرد خود به وقایع پس از انتخابات، مکررا و مکررا حقوق اساسی افراد را نقض می‌کنند و سعی دارند دهان مردم خود را ببندند و با ایجاد ترس آن‌ها را وادار به سکوت کنند.بی‌بی‌سی فارسی ،رادیو زمانه
- بکارگیری آدرس‌های غیرلاتین در اینترنت تصویب شد

موسسه آیکن که امر قانونگذاری در حوزه اینترنت را بعهده دارد طرح استفاده از حروف غیرلاتین در آدرس‌های اینترنتی را تصویب کرد.بی‌بی‌سی فارسی
- دولت کودتا در هندوراس با زلایا به توافق رسیده‌است

روبرتو میچلتی، رئیس جمهوری دولت انتقالی هندوراس، اعلام کرد که با مانوئل زلایا، رئیس جمهوری این کشور که توسط نظامیان از کار برکنار شده بود، به توافقی برای حل بحران سیاسی این کشور دست یافته‌است.بی‌بی‌سی فارسی
- فرود اضطراری پرواز تهران - مشهد شرکت آسمان

شرکت «هواپیمایی آسمان» می‌گوید که پرواز جمعه صبح این شرکت از تهران به مقصد مشهد به علت بروز نقص فنی، به تهران بازگشته‌است.بی‌بی‌سی فارسی
- آزادی محمد قوچانی

محمد قوچانی روزنامه‌نگار باسابقه، سردبیر روزنامه‌های توقیف شده شرق، هم‌میهن، اعتماد ملی و هفته‌نامه توقیف‌شده شهروند امروز و عضو ستاد انتخاباتی مهدی کروبی پس از ۱۳۱ روز بازداشت موقت با وثیقه صد میلیون تومانی آزاد شد. ایلنا ،پایگاه اطلاع رسانی حزب اعتماد ملی
- سکته قلبی بیات زنجانی

اسدالله بیات زنجانی مرجع تقلید منتقد حکومت و حامی جنبش سبز بر اثر سکته قلبی در بیمارستان ولیعصر قم بستری شد. سلام‌نیوز

## ۳۱ اکتبر ۲۰۰۹
- هنگامه شهیدی آزاد شد

هنگامه شهیدی روزنامه نگار و مشاور امور زنان ستاد انتخاباتی مهدی کروبی از زندان آزاد شد.رئیس شعبه ۲۶ دادگاه انقلاب اسلامی تهران این متهم را با پذیرش تودیع وثیقه به مبلغ ۹۰ میلیون تومان از زندان آزاد کرد.روزنامه اعتماد ،بی‌بی‌سی+اطلاعات بیشتر
- در آستانه ۱۳ آبان ،چهاردهمین بیانیه میرحسین موسوی منتشر شد

موسوی ۱۳ آبان را سبزترین روز سال خوانده ،وی ضمن یادآوری رویدادهای تاریخی این روز پیش و پس از انقلاب ۱۳۵۷ می‌گوید:آیا امروز قابل‌تصور است که حرکت مردم بر اثر بازداشته شدن همراهی از همراهی خاموش شود؟ اگر اینگونه باشد دستاوردهای چهل و پنج سال تاریخ معاصر خود را از دست داده‌ایم، و اگر چنین نباشد این نشانه‌ای از ریشه‌های انقلابی ماست. ما به اتکای این ریشه‌هاست که سبز شده‌ایم، ریشه‌هایی که اگر از آنها دور شویم به همان چیزی تنزل خواهیم کرد که مخالفان مردم آرزو می‌کنند.به این خاطر است که جا دارد با هر تلاش افراطی در این جهت برخوردی احتیاط‌آمیز داشته باشیم.حرکت ما از واگذار کردن اسلام به جبهه خرافه‌پرستان و سپردن انقلاب به دست نااهلان و نامحرمان، از ناچیز شمردن میراث و میوه مبارزات یک‌صدساله مردم ایران و جایگزین کردن آن با تصوراتی گنگ، و از جدایی و بیگانگی نسبت به ریشه‌های تاریخی‌اش نفع نمی‌برد، و اگر برخی دولت‌های بیگانه بر ترویج چنین تمایلاتی اصرار دارند شاید در این کار سودی ملاحظه می‌کنند.موج سبز آزادی ،نوروز
- بهزاد نبوی و مرتضوی الویری آزاد شدند

رسانه‌های ایران از آزادی بهزاد نبوی و مرتضی الویری از زندان خبر می‌دهند.الویری در انتخابات ریاست جمهوری ایران، رئیس کمیته صیانت از آرای مهدی کروبی بود.او پس از انتخابات، یکی از اعضای کمیته پیگیری امور بازداشت‌شدگان و آسیب‌دیدگان حوادث اخیر بود.بهزاد نبوی، عضو ارشد سازمان مجاهدین انقلاب اسلامی نیز آن‌طور که رسانه‌ها اعلام کرده‌اند پس از تودیع وثیقه از زندان آزاد شده‌است.رادیو زمانه
- بیانیه جدید شورای هماهنگی جبهه اصلاحات

شورای هماهنگی جبهه اصلاحات با صدور بیانیه‌ای ضمن محکویت احکام سنگین برای بازداشت شدگان پس از انتخابات بر غیرقانونی بودن دادگاه‌ها و روند طی شده تاکید کرده و ضمن ابراز تاسف ازهتک حیثیت مهدی کروبی و علیرضا بهشتی در نمایشگاه مطبوعات در آستانه سالروز ۱۳ آبان خواستار بزرگداشت این روز از سوی مردم شده‌است.نوروز+اطلاعات بیشتر
- وزارت بهداشت موضوع انتشار پارازیت‌ها را بررسی می‌کند

مرضیه وحید دستجردی، وزیر بهداشت، درمان و آموزش پزشکی می‌گوید که این وزارتخانه با وزارت ارتباطات جلسات پیوسته‌ای را برای بررسی «همه جانبه» موضوع پارازیت‌ها، برگزار می‌کند.بی‌بی‌سی فارسی